# Tường thuật về hiện tượng bắt cóc
Tường thuật về hiện tượng bắt cóc là cốt lõi được cho là giống nhau về nội dung và trình tự thời gian làm cơ sở cho các tuyên bố khác nhau về hiện tượng những sinh vật dường như ở thế giới khác tới Trái Đất bắt cóc tạm thời con người. Những người ủng hộ hiện tượng bắt cóc cho rằng sự giống nhau này là bằng chứng về tính xác thực của hiện tượng này như một thực tế khách quan, mặc dù niềm tin này bị hầu hết giới khoa học coi thường, do họ coi người ngoài hành tinh bắt cóc là một hiện tượng tâm lý và văn hóa thuần túy.
Những người hoài nghi về hiện tượng bắt cóc cho rằng những điểm tương đồng giữa các báo cáo phát sinh từ những điểm tương đồng bắt nguồn từ tâm lý học và thần kinh học con người hoặc nghi ngờ về sự hiện diện của những điểm tương đồng giữa các báo cáo. Họ ghi nhận nội dung phát triển của những lời lẽ tuyên bố bị bắt cóc và ảnh hưởng rõ ràng của văn hóa đối với các chi tiết nằm trong câu chuyện kể như bằng chứng cho thấy hiện tượng này là một trải nghiệm hoàn toàn chủ quan. Những người hoài nghi cũng chỉ ra khả năng có một số lượng lớn trò lừa bịp xuất hiện trong tài liệu về vụ bắt cóc.
Những người tin tưởng khẳng định rằng hàng trăm người khó có thể độc lập tạo ra những câu chuyện tương tự như vậy trong khi dường như không biết gì về những tuyên bố của nhau. Một số nhà điều tra vụ bắt cóc cố gắng xác nhận tính thực tế của các sự kiện được báo cáo trong các tuyên bố bắt cóc thông qua quan sát hoặc thử nghiệm, mặc dù những nỗ lực như vậy thường bị các học giả chính thống bác bỏ là giả khoa học.

## Tổng quan
Mặc dù các trường hợp khác nhau có chi tiết khác nhau (đôi khi đáng kể), nhưng một số nhà nghiên cứu về UFO, chẳng hạn như nhà nghiên cứu dân gian Thomas E. Bullard cho rằng có một chuỗi các sự kiện và mô tả rộng rãi, khá nhất quán tạo nên cuộc "tiếp xúc cự ly gần loại thứ tư" điển hình" (một cách gọi tên phổ biến nhưng không chính thức dựa trên thuật ngữ phân loại của Tiến sĩ J. Allen Hynek). Mặc dù các tính năng được nêu dưới đây thường được báo cáo, vẫn có một số bất đồng về tần suất chính xác mà chúng thực sự xảy ra. Một số nhà nghiên cứu (đặc biệt là Budd Hopkins và David M. Jacobs) đã bị buộc tội loại trừ, giảm thiểu hoặc ngăn chặn lời khai hoặc dữ liệu không phù hợp với một mẫu hình nhất định cho hiện tượng này.
Bullard lập luận rằng hầu hết những vụ người ngoài hành tinh bắt cóc đều có các sự kiện sau. Chúng thường tuân theo trình tự được ghi chú bên dưới, mặc dù không phải tất cả các vụ bắt cóc đều có tất cả các sự kiện này:
1. Bắt giữ. Người bị bắt cóc bị cưỡng bức đưa từ môi trường xung quanh trên Trái Đất đến một tàu vũ trụ rõ ràng là của người ngoài hành tinh.
2. Kiểm tra. Các thủ tục y tế hoặc khoa học mang tính xâm phạm được thực hiện trên người bị bắt cóc.
3. Hội ý. Những kẻ bắt cóc nói chuyện với người bị bắt cóc.
4. Du hành. Người bị bắt cóc được đưa đi tham quan con tàu của những kẻ bắt giữ họ.
5. Gián đoạn. Người bị bắt cóc nhanh chóng quên đi phần lớn trải nghiệm của họ.
6. Trở lại. Người bị bắt cóc được trở lại Trái Đất. Đôi khi ở một địa điểm khác với nơi họ được cho là đã bị bắt hoặc với những vết thương mới hoặc quần áo xộc xệch.
7. Hiển linh. Người bị bắt cóc có một trải nghiệm thần bí sâu sắc, kèm theo cảm giác đồng nhất với Chúa hoặc vũ trụ.
8. Hậu quả. Người bị bắt cóc phải đương đầu với các tác động tâm lý, thể chất và xã hội từ trải nghiệm này.

### Thay thế
Nhà nghiên cứu hiện tượng người ngoài hành tinh bắt cóc Joe Nyman đã soạn ra một mô hình tương tự nhưng thay thế cho lời tường thuật về vụ bắt cóc.
1. Dự đoán Lo lắng về Điều gì đó Chưa biết.[1] Người bị bắt cóc cảm thấy rằng một điều gì đó "quen thuộc nhưng chưa biết" sẽ sớm xảy ra.
2. Chuyển đổi Ý thức và Hậu quả Tức thì.[1] Một trạng thái ý thức bị thay đổi tràn ngập người bị bắt cóc khiến họ trở nên ngoan ngoãn và không có khả năng phản kháng.
3. Sự Áp đặt và Tương tác Tâm lý-Thể chất.[1] Rõ ràng là những sinh vật ngoài hành tinh đã ép buộc thực hiện các thủ tục y tế và khoa học đối với người bị bắt cóc.
4. Sự Yên tâm, Cảm xúc Tích cực và Ý thức về Mục đích Đã định.[1] Những kẻ bắt giữ đột nhiên hành động nhân từ hơn và trải nghiệm chuyển sang hướng tích cực.
5. Chuyển đổi Ý thức sang Trạng thái Tỉnh thức Bình thường.[1] Trạng thái thay đổi của ý thức gây ra trong bước thứ hai kết thúc.
6. Nhanh chóng Quên đi Hầu hết hoặc Tất cả Ký ức về Trải nghiệm.[1] Hầu hết các ký ức về trải nghiệm đều phai nhạt.
7. Giai đoạn Đánh dấu.[1] Ghi nhận thời gian đã mất, những ký ức kỳ lạ nhưng dường như vô nghĩa về việc bị người ngoài hành tinh bắt cóc hiện diện. Đôi khi có những cơn ác mộng tái diễn.
8. Khoảng trống Chu kỳ.[1] Cuộc sống bình thường tiếp tục cho đến trải nghiệm tiếp theo.

Khi mô tả "kịch bản bắt cóc", David M. Jacobs từng nói:

Toàn bộ sự kiện bắt cóc được dàn dựng chính xác. Tất cả quy trình đều được xác định trước. Không có ai đứng xung quanh và quyết định phải làm gì tiếp theo. Những sinh vật này được định hướng theo nhiệm vụ và không có dấu hiệu nào cho thấy là chúng ta có thể tìm thấy bất kỳ khía cạnh nào trong đời sống của họ ngoài việc thực hiện thủ tục bắt cóc.

Mấy vụ người ngoài hành tinh bắt cóc khả nghi thường liên quan mật thiết đến những báo cáo về UFO, và đôi khi được cho là do cái gọi là Chủng Xám (Grey) tiến hành: Sinh vật hình người lùn tịt, da xám với đầu to hình quả lê và đôi mắt to đen, mặc dù theo như báo cáo cho biết có nhiều loại thực thể bắt cóc khác nhau, và những kẻ bắt cóc được báo cáo dường như khác biệt tùy theo nền văn hóa và nơi bắt nguồn của trải nghiệm.

## Tác động
Bác sĩ và nhà nghiên cứu người ngoài hành tinh bắt cóc John G. Miller nhận thấy tầm quan trọng trong lý do khiến một người coi mình là nạn nhân của hiện tượng bắt cóc. Ông gọi cái nhìn sâu sắc hoặc sự phát triển dẫn đến sự thay đổi danh tính này từ người không bị bắt cóc chuyển sang người bị bắt cóc là "sự kiện tỉnh thức". Sự kiện tỉnh thức thường là một trải nghiệm đơn lẻ, đáng nhớ, nhưng Miller báo cáo rằng không phải tất cả những người bị bắt cóc đều trải qua nó như một giai đoạn riêng biệt. Dù bằng cách nào, sự kiện tỉnh thức có thể được coi là "chân trời lâm sàng" của trải nghiệm bị bắt cóc. Tiến sĩ Miller đã biên soạn một danh sách không đầy đủ các yếu tố kích hoạt phổ biến cho sự kiện này trong một bài báo trình bày tại hội nghị bàn về người ngoài hành tinh bắt cóc năm 1992 được tổ chức tại MIT:
1. Bằng chứng hữu hình, chẳng hạn như vết thương không giải thích được hoặc thay đổi cơ thể hoặc thay đổi môi trường của người bị bắt cóc.[3]
2. Cuộc trò chuyện với những người bị bắt cóc khác hoặc phơi bày các tuyên bố bắt cóc.[3]
3. Tiếp xúc với những mô tả về hiện tượng bắt cóc trong văn hóa đại chúng hoặc trên các phương tiện truyền thông.[3]
4. Thôi miên hồi tưởng về những ký ức bị bắt cóc.[3]

Đôi khi, việc nhận ra rằng một người là kẻ bị bắt cóc có thể gây ra một "cơn lũ" những ký ức ẩn giấu trước đó về những cuộc gặp gỡ được nhận thức của một người với "các thực thể". Mặc dù sự kiện tỉnh thức đôi khi được kích hoạt bởi một nỗ lực để lấy lại ký ức một cách thôi miên, nhưng nó thường được ghi nhớ một cách có ý thức mà không cần bất kỳ sự trợ giúp nào như vậy. Do đó, Miller coi đó là một "điểm khởi đầu" tốt cho một nhà nghiên cứu điều tra một chủ đề riêng lẻ.

## Hoài nghi
Những tác giả theo chủ nghĩa hoài nghi Robert Sheaffer và Philip J. Klass đồng ý rằng giới nghiên cứu về vụ bắt cóc cá nhân dường như gây ảnh hưởng đến các đặc điểm của những câu chuyện thu được trong quá trình thôi miên hồi tưởng. Ảnh hưởng này có xu hướng định hình các câu chuyện kể về vụ bắt cóc được phục hồi theo cách củng cố những thành kiến đã định trước của cá nhân nhà nghiên cứu. Klass nói đùa rằng những người đang cân nhắc thôi miên hồi quy để khám phá những ký ức bị bắt cóc hãy đến thăm R. Leo Sprinkle, người có các phiên hồi quy thường xuyên hơn để "khám phá" các báo cáo về người ngoài hành tinh nhân từ. Sheaffer cũng trích dẫn nghiên cứu được thực hiện về thôi miên như một phương pháp tăng cường trí nhớ, kết luận rằng những ký ức sai lầm, có thật đối với bệnh nhân một cách chủ quan, có thể được tạo ra chỉ thông qua các gợi ý khi họ đang ở trong trạng thái thôi miên.
Mặc dù những người ủng hộ hiện tượng này đã lập luận rằng có một câu chuyện cốt lõi nhất quán giữa các tuyên bố bắt cóc, nhưng không có nghi ngờ gì về sự khác biệt xảy ra trong các chi tiết của những báo cáo giữa các nền văn hóa và ranh giới địa lý. Những người hoài nghi như Robert Sheaffer khẳng định rằng biến thể này ủng hộ một giả thuyết tâm lý xã hội như một lời giải thích cho nguồn gốc của hiện tượng bắt cóc. Số lượng chứ không chỉ chất lượng của các báo cáo này xem ra đều chịu sự ảnh hưởng từ nền văn hóa, vì số báo cáo về vụ bắt cóc ít được thực hiện hơn ở các quốc gia không nói tiếng Anh.
Hơn nữa, nội dung và cấu trúc của "câu chuyện về vụ bắt cóc" như phác thảo của các nhà nghiên cứu như Nyman và Bullard đã được thiết lập ở dạng hư cấu vào năm 1930 trong bộ truyện tranh Buck Rogers. Bộ truyện này mô tả một phi thuyền của người ngoài hành tinh do "Tiger Men" của Sao Hỏa điều khiển, họ bắt giữ một nhân vật nữ và khiến cô ấy bị đối xử tương tự như những người tuyên bố mình bị người ngoài hành tinh bắt cóc trong thế giới thực. Câu chuyện có cấu trúc giống với dàn bài tường thuật nguyên mẫu do Bullard nghĩ ra hơn so với phần lớn những câu chuyện trong danh mục vụ việc của chính Bullard.